# Contea di Yuan'an
La contea di Yuan'an (远安县S, Yuǎn'ān XiànP) è una contea della Cina, situata nella provincia di Hubei e amministrata dalla prefettura di Yichang.